# 21351 Bhagwat
21351 Bhagwat (1997 EC36) là một tiểu hành tinh vành đai chính được phát hiện ngày 4 tháng 3 năm 1997 bởi Nhóm nghiên cứu tiểu hành tinh gần Trái Đất phòng thí nghiệm Lincoln ở Socorro.